# Lombardei-Rundfahrt 1995
Die Lombardei-Rundfahrt 1995 war die 89. Austragung der Lombardei-Rundfahrt und fand am 21. Oktober 1995 statt. Die Gesamtdistanz des Rennens betrug 252 Kilometer. Es siegte Gianni Faresin vor dem Daniele Nardello und dem Michele Bartoli.

## Teilnehmende Mannschaften
| Lampre-Panaria Mapei-GB-Latexco Mercatone Uno-Saeco | GB-MG Boys Maglificio-Technogym Gewiss-Ballan Carrera Jeans-Tassoni | Polti-Granarolo-Santini Refin-Cantina Tollo Brescialat-Fago | Festina-Lotus AKI-Gipiemme Castorama | TVM-Polis Direct ZG Mobili-Selle Italia Deutsche Telekom-Merckx-Audi | Novell Amore & Vita-Galatron Chazal-König | Navigare-Blue Storm GAN Banesto |

## Ergebnis
| Rang | Fahrer               | Team                         | Zeit       |
| ---- | -------------------- | ---------------------------- | ---------- |
| 1    | Gianni Faresin       | Lampre-Panaria               | 5h 49' 02" |
| 2    | Daniele Nardello     | Mapei–GB–Latexco             | gl. Zeit   |
| 3    | Michele Bartoli      | Mercatone Uno-Saeco          | gl. Zeit   |
| 4    | Rolf Sørensen        | MG Boys Maglificio-Technogym | + 56"      |
| 5    | Stefano Zanini       | Gewiss-Ballan                | + 1' 02"   |
| 6    | Claudio Chiappucci   | Carrera Jeans-Tassoni        | gl. Zeit   |
| 7    | Francesco Casagrande | Mercatone Uno-Saeco          | gl. Zeit   |
| 8    | Pascal Richard       | MG Boys Maglificio-Technogym | gl. Zeit   |
| 9    | Roberto Pistore      | Polti-Granarolo-Santini      | gl. Zeit   |
| 10   | Felice Puttini       | Refin-Mobilvetta             | gl. Zeit   |